# Мајерс Чак (Аљаска)
Мајерс Чак (енгл. Meyers Chuck) град је у америчкој савезној држави Аљаска.

## Демографија
По попису из 2000. године број становника је 21.
| Група             | 2000.      | 2010.    |
| Белци             | 19 (90,5%) | 0 (0,0%) |
| Афроамериканци    | 0 (0,0%)   | 0 (0,0%) |
| Азијати           | 0 (0,0%)   | 0 (0,0%) |
| Хиспаноамериканци | 0 (0,0%)   | 0 (0,0%) |
| Укупно            | 21         | 0        |